# Moscow Never Sleeps
Moscow Never Sleeps (укр. Москва ніколи не спить) — дебютний сингл російського електронного музиканта DJ Smash. За основу була взята композиція «Move On Baby» гурту Cappella, яка була популярною в 1990-ті рр. Сингл був випущений 31 жовтня 2007. В московському чарті займав перше місце. Перероблена версія цієї композиції з альтернативним рефреном «Russia Never Sleeps» супроводжувала російську презентацію заявки на Чемпіонат світу з футболу 2018.
| Чарт                            | Позиція |
| ------------------------------- | ------- |
| Russian Airplay Chart           | 182     |
| Moscow Airplay TopHit 100       | 1       |
| St.Peterburg Airplay TopHit 100 | 2       |